# Rodanillo
Rodanillo es una pedanía y localidad española del municipio de Bembibre, en la comarca de El Bierzo, provincia de León, comunidad autónoma de Castilla y León, en la zona geográfica o demarcación conocida como Bierzo Alto.

## Localización
Se encuentra al norte de Bembibre, a unos 5 km de esa villa y en la ruta hacia Toreno, a 710  metros de altitud, encontrándose en esta misma ruta y hacia el norte la villa de Losada. Dista 20 km de Ponferrada, situándose a 5 minutos aproximadamente de la A-6 o autovía del Noroeste.

## Historia
La historia de Rodanillo se remonta, de modo documentado, como mínimo, al año 1083 d. C., con un pasado romano que, en el s. XVIII, el padre Martín Sarmiento relaciona con una estela dedicada a la deidad romana Tutelae Calvi en uno de sus manuscritos, en el que afirma que pudo contemplarla en Rodanillo.
En la Edad Media es repoblado por el rey Ordoño I y el conde Gatón, perteneciendo en épocas posteriores al monasterio de Santa Marina de Montes, al Obispo de Astorga, como regalo, con viñas y haciendas, del rey de León Fernando II a ese obispado. Formó parte del Señorío de Bembibre y del arciprestazgo del Boeza, en el cual se encuadra en la actualidad.
Según el Padrón de 1767 son 97 vecinos (5 clérigos, 69 nobles, 16 pecheros y 7 «sin clasificar») y 296 habitantes, habiendo tenido una relación muy directa con la tradición artesana de los carreros, quienes fabrican o conducen carros o carretas.

## Demografía
| Gráfica de evolución demográfica de Rodanillo (Bembibre) entre 2000 y 2018                   |
|                                                                                              |
| Población total según censo de población del Padrón Continuo por Unidad Poblacional del INE. |

## Gobierno local
La Junta Vecinal es la que rige los intereses de Rodanillo, siendo representada por su alcalde pedáneo, persona que es elegida por sus convecinos cada cuatro años, según las correspondientes convocatorias a elecciones locales y municipales que tienen lugar en el Reino de España.
Esta estructura es la heredera del Concejo abierto, sistema asambleario (la asamblea de vecinos) que hace las veces de pleno del ayuntamiento, resultando el órgano de gobierno de los intereses comunales y, por ende, de los que afectan al vecindario.
| Elecciones locales año 2019       | Elecciones locales año 2019       | Elecciones locales año 2019       | Elecciones locales año 2019 | Elecciones locales año 2019 | Elecciones locales año 2019 |
| n.º. electores                    | n.º. votantes                     | n.º. votos: Candidaturas          | En blanco                   | Válidos                     | Nulos                       |
| --------------------------------- | --------------------------------- | --------------------------------- | --------------------------- | --------------------------- | --------------------------- |
| 97                                | 90                                | 90                                | 0                           | 90                          | 0                           |
| Candidatura                       | Candidatura                       | Candidatura                       | Votos                       | Votos                       | Concejales                  |
| SEVERINO MARTÍNEZ GONZÁLEZ (PSOE) | SEVERINO MARTÍNEZ GONZÁLEZ (PSOE) | SEVERINO MARTÍNEZ GONZÁLEZ (PSOE) | 50                          | 50                          | 1                           |
| TOMÁS VEGA NÚÑEZ (Cs)             | TOMÁS VEGA NÚÑEZ (Cs)             | TOMÁS VEGA NÚÑEZ (Cs)             | 40                          | 40                          | 1                           |

## Patrimonio histórico

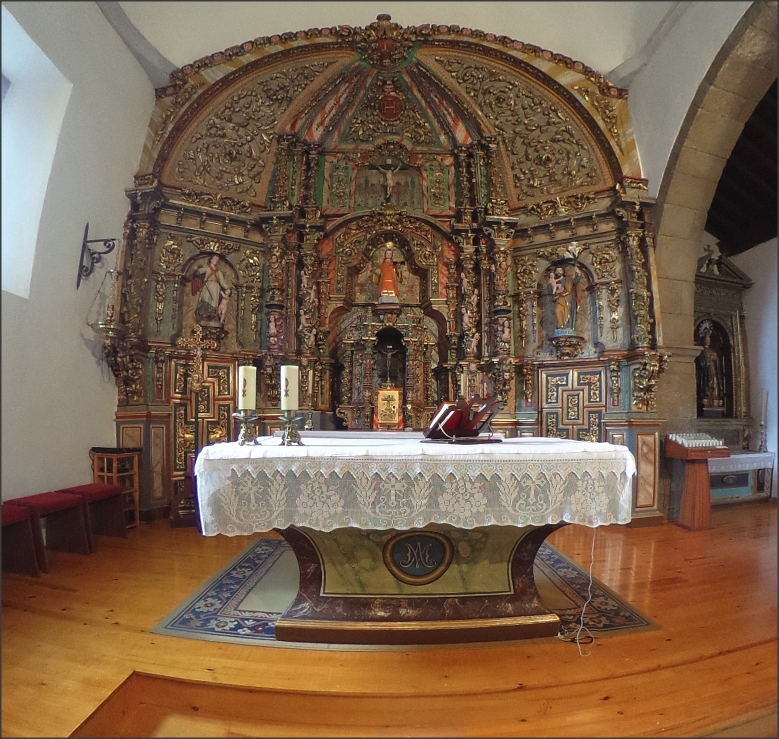
Iglesia de San Antolín - Retablo
[https://tools.wmflabs.org/panoviewer/#Rodanillo_-_Iglesia_de_San_Antol%C3%ADn_-_Interior.jpg Visión contextual omniorámica

Su iglesia cuenta con un magnífico retablo, de estilo churrigueresco y de la primera mitad del s. XVIII, dedicado a San Antolín, patrono de la localidad. Además, en la iglesia también se encuentran unos cuadros dedicados a la adoración, del pintor cordobés M. Romero, que fueron cedidos a dicha iglesia en el año 1999.
Así mismo, en el templo se encuentra una pila bautismal con motivos geométricos de principios del s. XVII y dos  cruces  parroquiales de la misma época, una de plata, considerada como una de las mejores de la comarca, y otra de madera policromada.

## Camino de Santiago
Por esta población pasa el Camino Olvidado, una ruta jacobea del Norte de España, que durante la Edad Media, desde el siglo IX hasta el siglo XIII aproximadamente, se utilizó muy frecuentemente para que los peregrinos, llegados de todas partes, pudiesen protegerse mejor de las aceifas musulmanas del sur.

## Costumbres
- La fiesta del botillo, que suele ser en febrero de cada año.
- En julio tiene lugar la Fiesta de San Benito.
- En agosto, antes o después de las fiestas en honor a San Antolín (dependiendo del año) tiene lugar, la tradicional Cena del Jabalí.
- El lunes, el último día de fiestas, se celebra la Gran Chorizada, la merienda popular. Con esta celebración se pone punto final a las fiestas.
- En noviembre tiene lugar el tradicional magosto.

## Galería de imágenes

Rodanillo
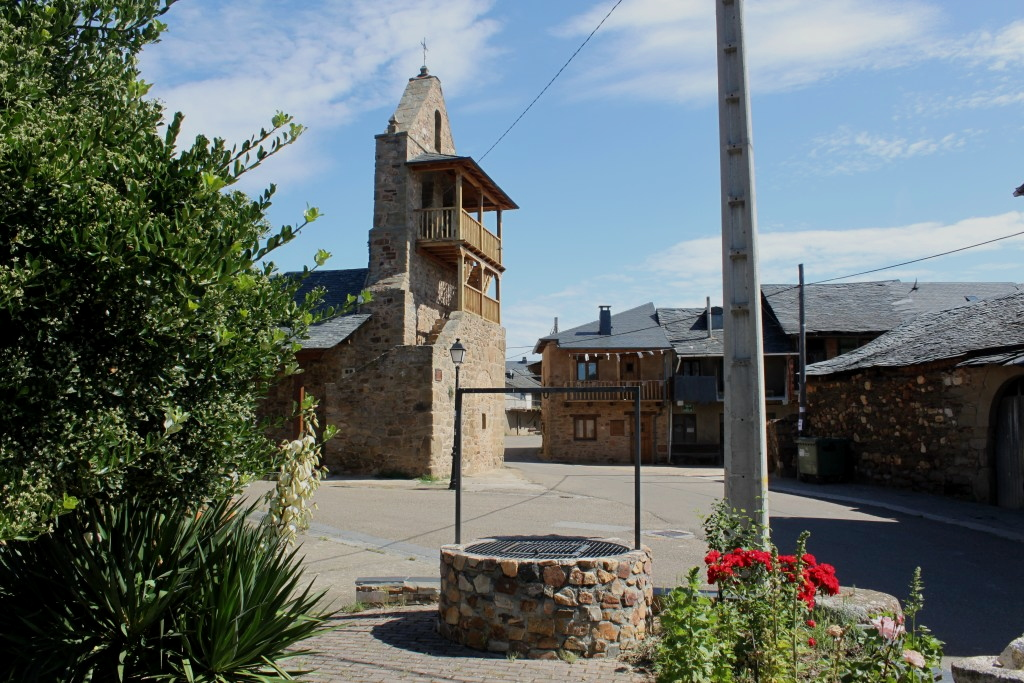
Pozo e iglesia
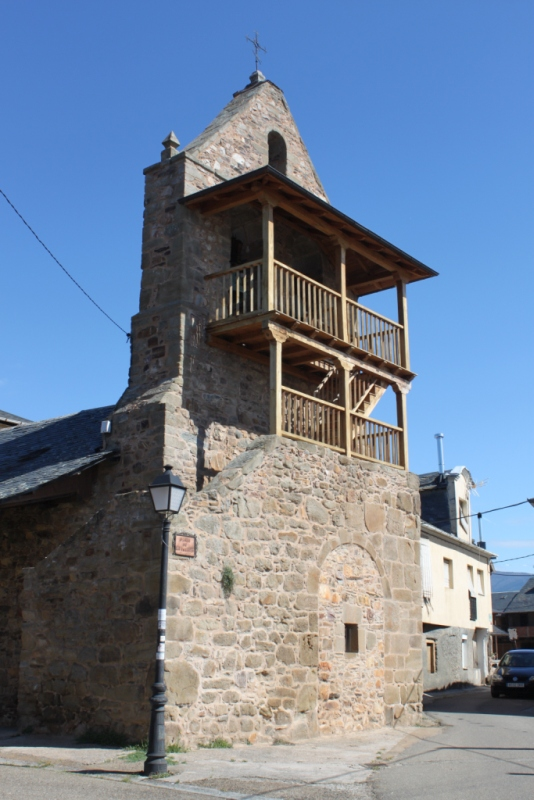
Espadaña y campanario
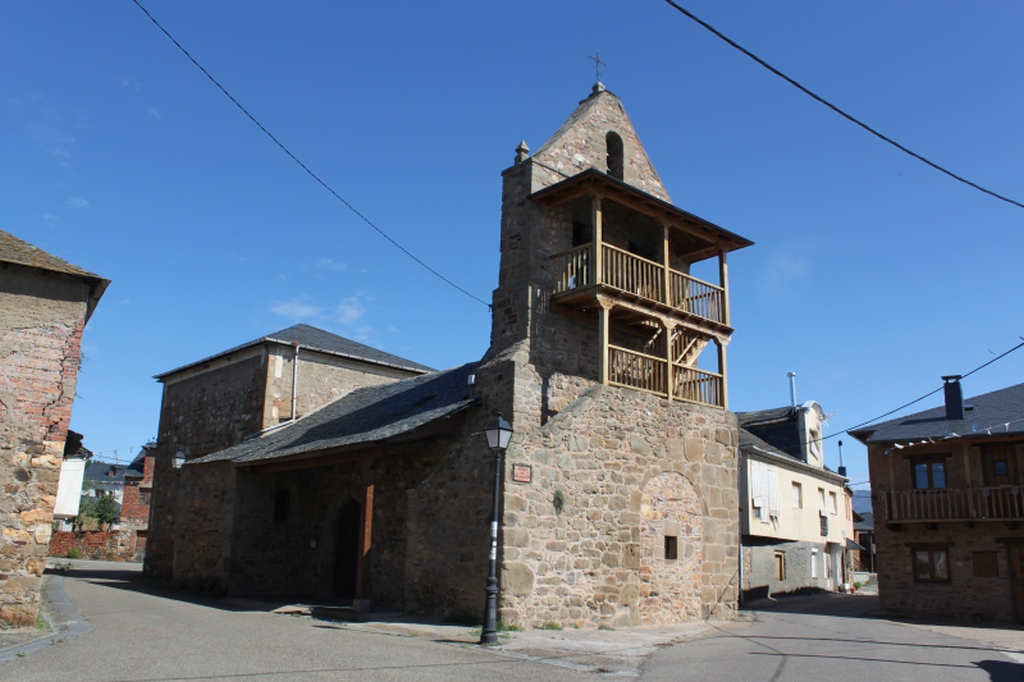
Iglesia de San Antolín
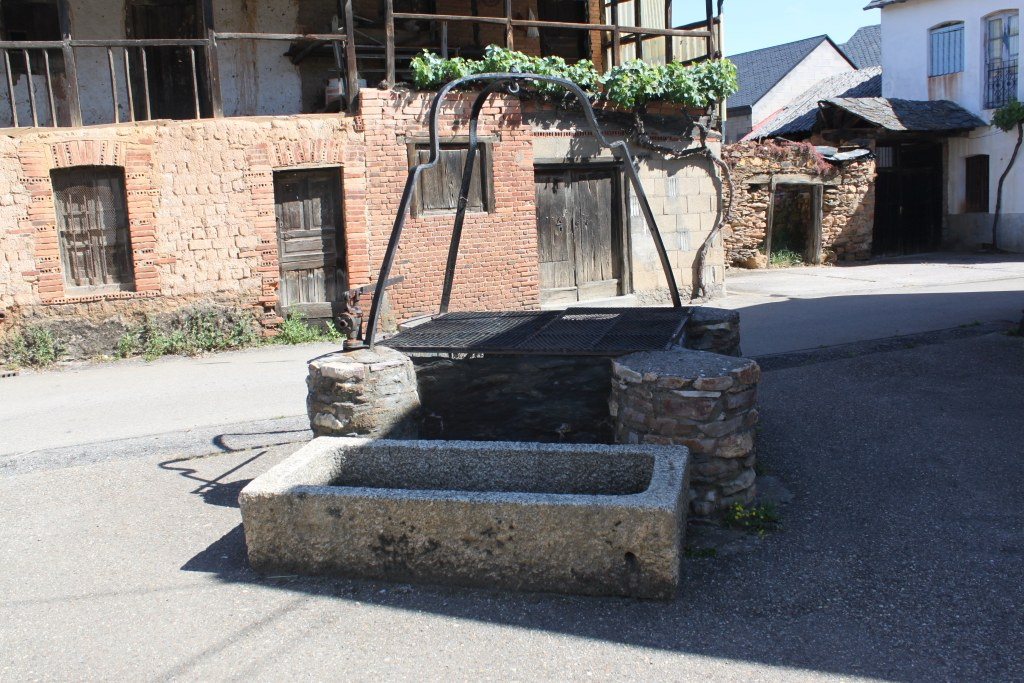
Partidor
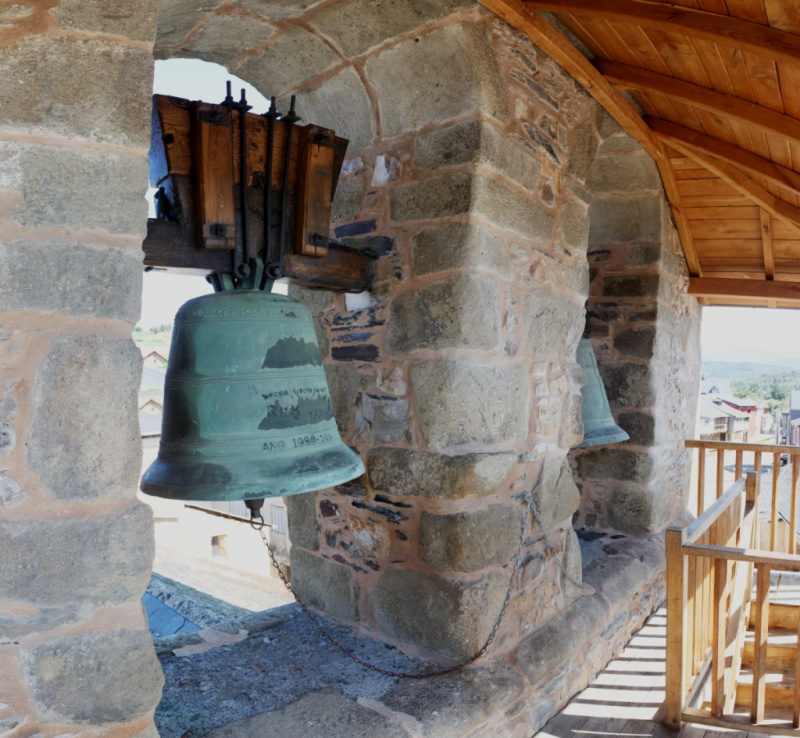
Campanario
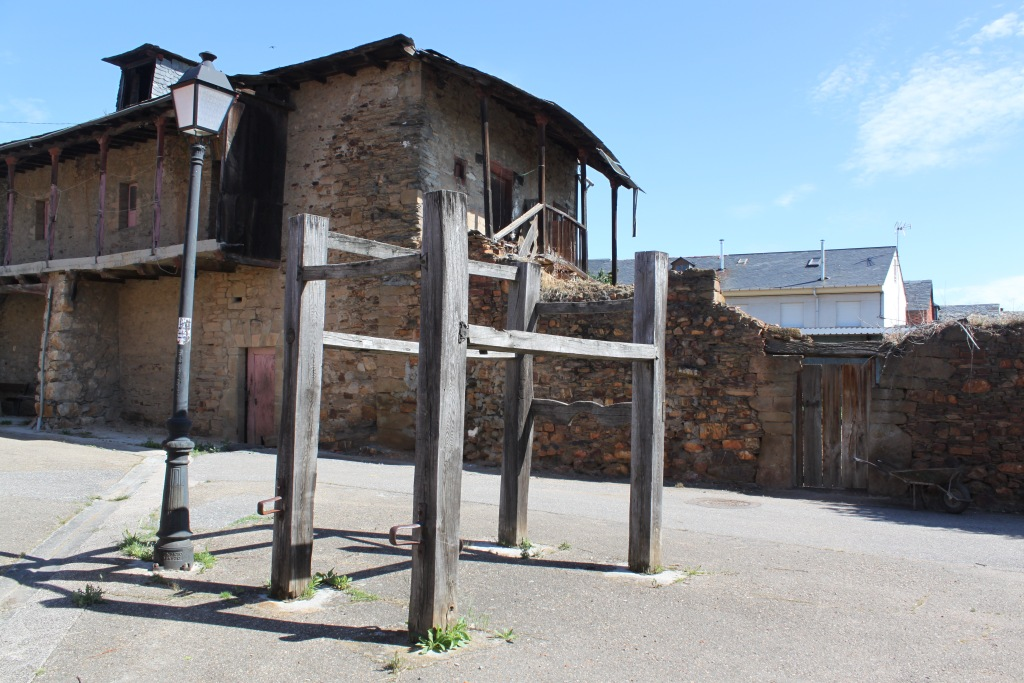
Potro de herrar
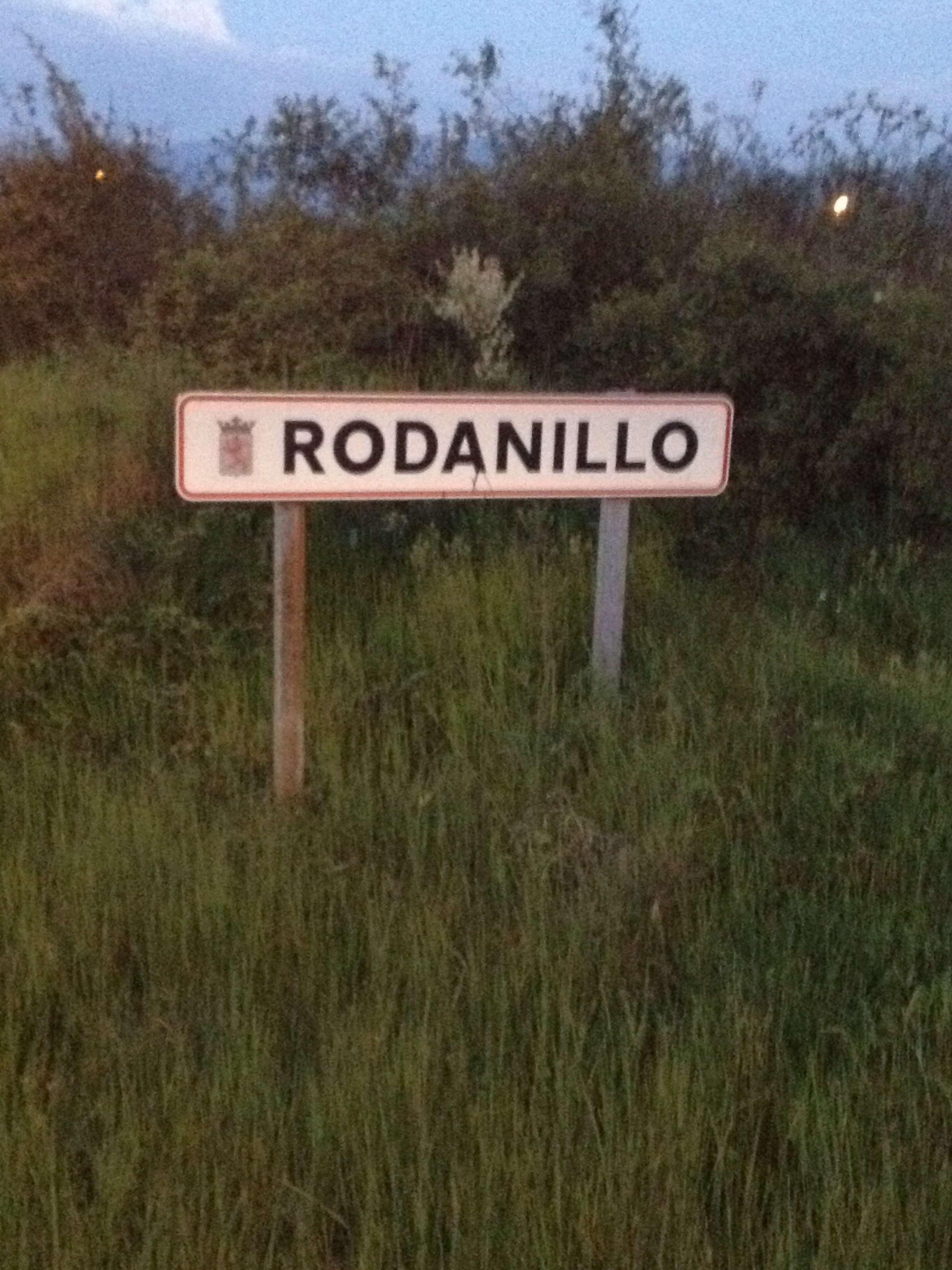
Cartel de Rodanillo

Omnioramas